# Ahmed Bizmaoun
Ahmed Bizmaoun (en chleuh : Ḥmad Bizmawn), né à Tamri en 1948 et mort le 19 décembre 2021  est un chanteur amazigh d’expression Tachlhit. Il est considéré comme une icône de la musique traditionnelle amazighe,.